# In This Moment
In This Moment — американская группа, которая была образована в Лос-Анджелесе вокалисткой Марией Бринк, и гитаристом Крисом Хоувортом в 2005 году. Впоследствии к группе присоединился барабанщик, Джефф Фабб. В начале творческого пути, трио выступало под именем Dying Star. Недовольная своим музыкальным стилем, группа полностью изменила звучание, и сменила название на In This Moment, и также добавила двух участников — гитариста Блэйка Бунзела и басиста Джоша Ньюэлла. В 2005 году Ньюэлл ушёл из группы и был заменён Паскалем Ромеро, которого позже заменит Джесси Лэндри.
Дебютный альбом, Beautiful Tragedy, был выпущен в 2007 году. Следующий альбом под названием The Dream был издан в следующем году и дебютировал на 73 позиции Billboard 200. Третий альбом группы под названием A Star-Crossed Wasteland был выпущен в 2010. Четвёртый альбом под названием Blood был выпущен в августе 2012 года и дебютировал на 15 позиции Billboard 200. Пятый альбом под названием Black Widow был выпущен 17 ноября 2014 года и дебютировал на 8 позиции американских чартов (что является наивысшей позицией в чартах на сегодняшний день). Шестой альбом под названием Ritual был выпущен летом 2017 и дебютировал на 23 позиции.
Состав группы несколько раз менялся. Джесси Лэндри был заменён Кайлом Конкиелем в 2009, а Конкиель был заменён Трэвисом Джонсоном в 2010. Джефф Бафф и Блэйк Банзел ушли из группы в 2011 и были заменены Томом Ханом и Рэнди Вейтзелом соответственно. В марте 2016 года барабанщик Том Хэйн заявил об уходе из группы, его заменой был назначен Кент Диммел, бывший участник 3 By Design.
На протяжении всей карьеры группа принимала участие в таких крупнейших фестивалях как Ozzfest в 2007 и 2008 годах, Warped Tour в 2009, Download Festival в 2009, 2013 и 2018 годах, Mayhem Festival в 2010, Music as a Weapon V тур в 2011, the Uproar Festival в 2012 году, Rock on the Range в 2012, 2013, и 2015, Carnival of Madness тур в 2013, Knotfest в 2014, Rockfest и Rocklahoma в 2015, и Louder Than Life в 2017 и Aftershock в 2014 и 2017.

## История

### Основание коллектива идебютный альбом(2005—2008)
В августе 2005 года вокалистка Мария Бринк и гитарист Крис Ховорт познакомились в кругу общих друзей. После знакомства, обнаружив, что между ними много общего, они начали писать песни вместе. Вскоре они позвали в группу барабанщика Джеффа Фабба и сформировали группу Dying Star. Недовольные своим музыкальным направлением, они изменили свое название на «In This Moment», и полностью сменили музыкальный стиль. К середине 2005 года состав включал в себя Бринк, Ховорта, Фабба, гитариста Блэйка Банзела, и басиста Джоша Невилла. Группа записывала демо-версии и выкладывала их на своей стене в MySpace. Ближе к зиме 2005 года проект покинул Невилл, решив сосредоточится на своём стороннем проекте, Ketaset, и звукорежиссуре. Продюсер Паскуаль Ромеро был басистом до того момента, пока друзья не познакомили группу с Джесси Лэндри, который, в свою очередь, стал финальным звеном в формировании первого полноценного состава группы. Роб Николсон, бывший басист Оззи Осборна, предложил стать менеджером группы после того, как открыл для себя группу через страницу в MySpace.
Это вызвало интерес со стороны Century Media Records, и последовала крупная сделка. 20 марта 2007 года группа выпустила свой дебютный альбом «Beautiful Tragedy», подкрепленный синглами «Prayers» и заглавным треком «Beautiful Tragedy». Альбом был выпущен Эриком Рэйчел и по звучанию напоминал смесь металкора и хард-рока, в то время как лиричная составляющая содержала личный опыт и переживания Марии Бринк, связанный с ограничениями и трагедиями жизни. Вокал в песнях чередуется между пением и скримом. Группа выступала в нескольких турах, таких как The Hottest Chicks in Metal Tour 2007 с Lacuna Coil, Ozzfest летом 2007 и 2008 годов, с Megadeth, Rob Zombie и Оззи Осборном. Также группа записала свою версию песни Heaven’s a Lie группы Lacuna Coil совместно с Manntis как часть кавер-альбома Century Media Records, Covering 20 Years of Extreme.

### The Dream(2008—2009) иA Star-Crossed Wasteland(2010—2011)

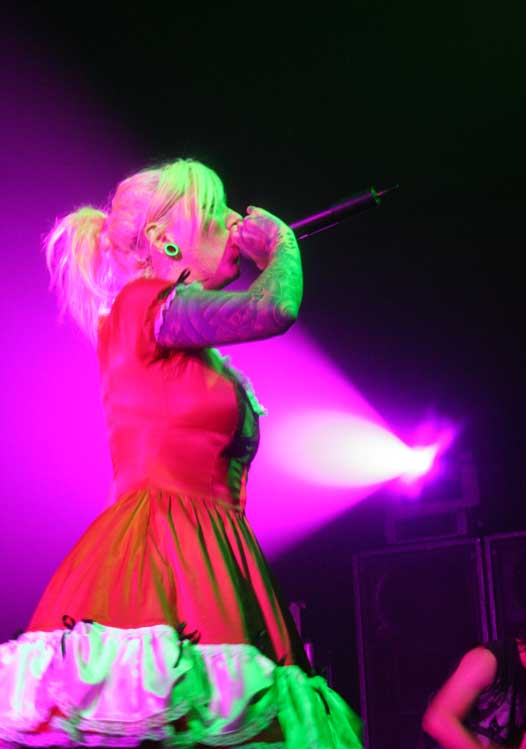
Вокалистка группы Мария Бринк на выступлении в 2009 году

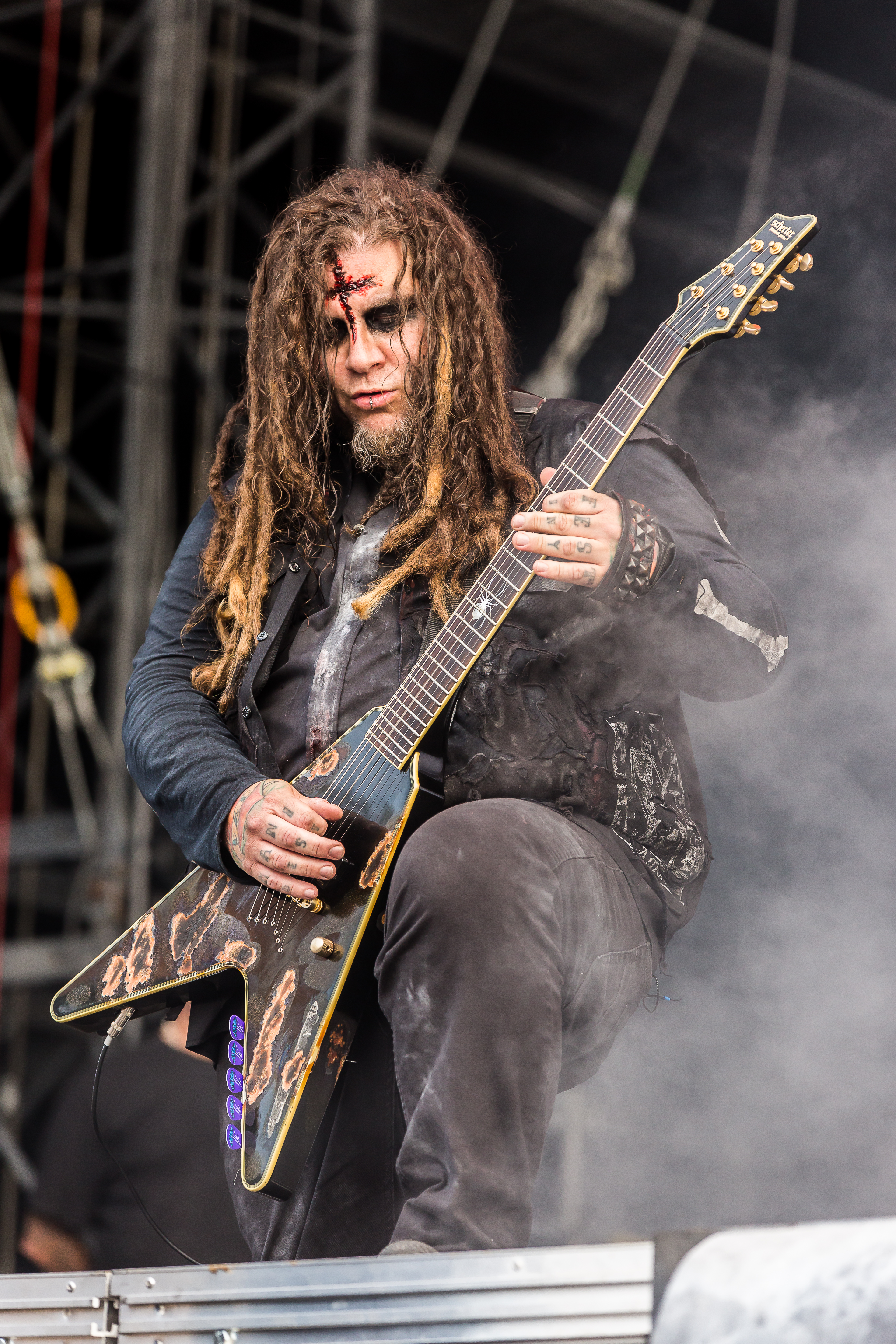
Гитарист Крис Хоуворт

30 сентября 2008 года группа выпустила свой второй альбом под названием The Dream. Альбом получил множество положительных отзывов и дебютировал в чарте Billboard 200 на 73 строчке.
Альбом был спродюсирован Кевином Чурко, что сделало альбом менее тяжёлым и более сконцентированом на вокале Марии Бринк. В альбоме присутствуют такие полюбившиеся публике треки как «Forever», «You Always Believed» и «Into the Light»; впоследствии эти треки игрались на большинстве концертов группы. Песня «Forever» была выпущена заглавным синглом. В поддержку альбома In This Moment отправились в тур с такими группами как Five Finger Death Punch, Mudvayne, Papa Roach и Filter. Также они приняли участие в туре Give It a Name в Соединённом Королевстве в 2009 году и в туре Vans Warped Tour, где они выступили на сцене с Ernie Ball. Также группа приняла участие в Download Festival в 2009 году на второй сцене; Вторым синглом из вышедшего альбома был кавер группы Blondie под названием «Call Me». Этот кавер присутствует в специальном издании альбома The Dream: Ultraviolet Edition, приуроченном к выходу Warped Tour, в который вошли неизданные треки и акустические выступления.
Группа впервые выступила хэдлайнером на фестивале  A Winter to Remember Tour, где выступала совместно с такими группами как In Fear and Faith, Agraceful и Motionless in White.
Осенью 2009 года Мария Бринк и Крис Хоуворт анонсировали начало работы над новым альбомом, описав его более «тёмным» и «тяжёлым». Мария раскрыла название нового альбома — A Star-Crossed Wasteland — на её официальном сайте в феврале 2010 года. В апреле 2010 года журнал Revolver вручил Марии премию Golden God в номинации самая горячая цыпочка Метала, где она также в интервью рассказала о дате выхода альбома — 13 июля 2010 года. Первым синглом стал трек под названием «The Gun Show», который был издан через iTunes 1 июля 2010 года. Альбом был продан тиражом в 10 500 копий и дебютировал на 40 строчке в чарте Billboard 200. Композиция «The Gun Show» (которая ранее была выпущена как сингл) из этого альбома стала главной темой шоу TNA Against All Odds.
Летом 2010 года группа выступила на Mayhem Festival 2010 на одной сцене вместе с Korn, Rob Zombie, Five Finger Death Punch, Hatebreed, Shadows Fall и другими группами. 24 Сентября 2010 года In This Moment выпустили официальный клип на сингл «The Promise», продюсером которого стал Дэвид Бродский. 21 ноября 2010 года было анонсировано совместное выступление Music as a Weapon V вместе с группами Sevendust, Disturbed и Korn. Некоторые шоу были отменены, а первая часть тура была отменена по причине болезни вокалиста Disturbed Дэвида Дреймана. Вторая часть тура прошла по расписанию и без инцидентов.
Вскоре после окончания тура Music as a Weapon группа возглавила тур под названием Hell Hath No Fury Tour совместно с Straight Line Stitch, System Divide и Sister Sin. Группа также стала частью фестиваля All Stars совместно с Emmure, Alesana, Iwrestledabearonce, Blessthefall, For Today, Born of Osiris, Motionless in White, Sleeping with Sirens и многими другими.

### Blood(2011—2014) иBlack Widow(2014—2016)

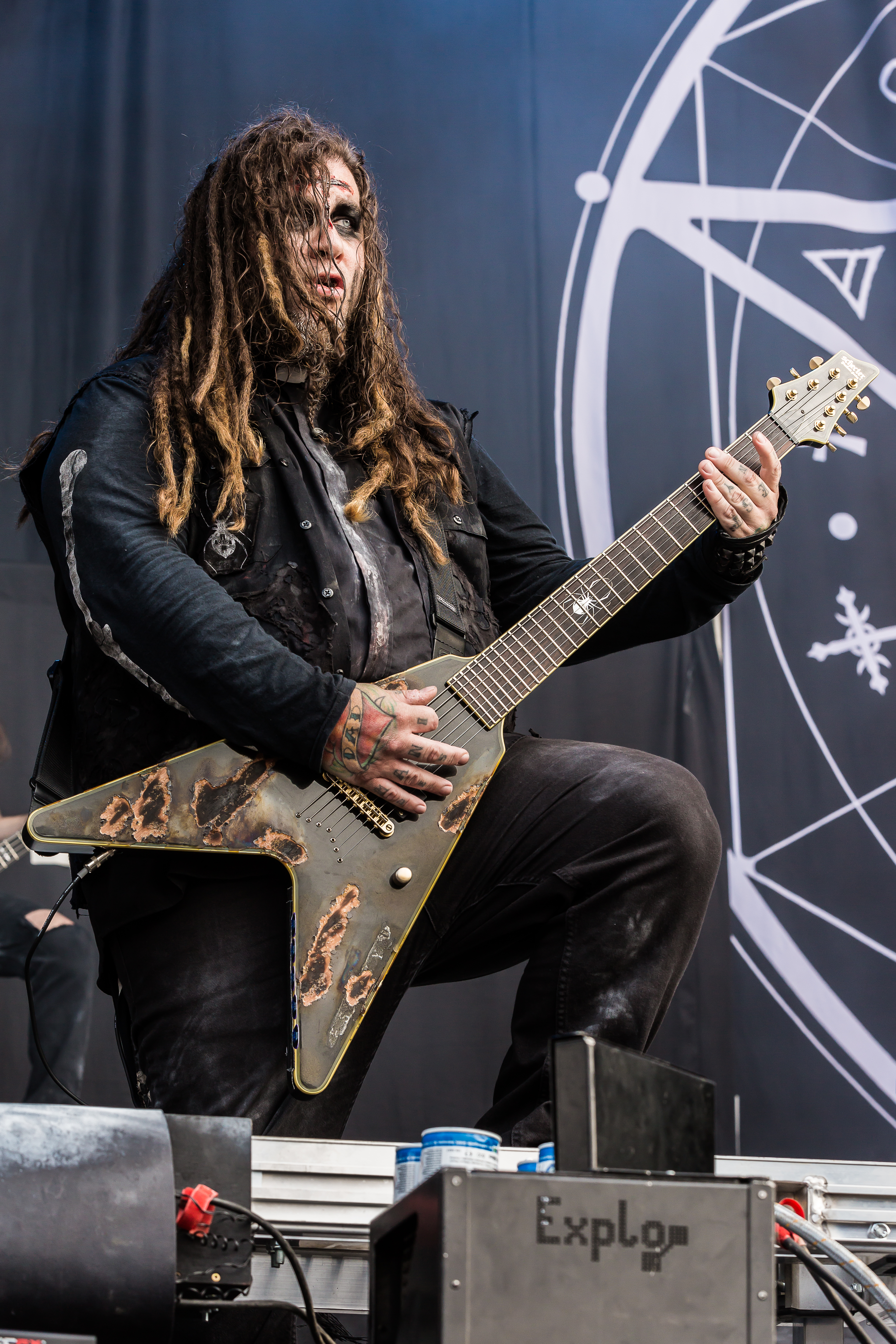
Гитарист группы Рэнди Уэйтцель

В мае 2011 года In This Moment опубликовали на своей странице в Facebook пост о том, что они работают над новым материалом и надеются выпустить его в 2012 году. Запись альбома прошла без двух участников-основателей группы Джффа Баффа и Блэйка Банзела, которые решили сотрудничать с Джеймсом Дурбином в сентябре 2011 года. В ноябре 2011 года группа приняла участие в туре ShipRocked совместно с Candlebox, Hinder, Filter, Sevendust, Buckcherry и многими другими. Blood был первым альбомом, выпущенным без помощи менеджера Роба Николсона, который длительное время сотрудничал с группой. Альбом планировали выпустить 6 апреля 2012 года, однако 14 мая 2012 группа объявила о том, что запись откладывается, и релиз будет 14 августа 2012 года. Blood была выпущена первым синглом 12 июня 2012 года. Обложка альбома и трек-лист были опубликованы 18 июня 2012 года. 
В поддержку альбома группа устроила короткое выступление и превью с несколькими вырезками из нового альбома. Позже, к концу 2012 года, они отправились в поддержку альбома совместно с Shinedown и Papa Roach по США, возглавляя летние туры. Группа также выступила в 2012 году на Uproar Festival, ShipRocked и Carnival of Madness в 2013 году.
11 апреля 2013 года In This Moment анонсировали их первый концертный DVD под названием Blood at the Orpheum в Мэдисон (Висконсин). Шоу проходило 21 мая и включало съёмку сцены, смену декораций, реквизита и танцоров. В шоу также впервые были задействованы Blood girls на сцене. Сет-лист, составленный преимущественно из песен последнего альбома, был выпущен 21 января 2014 года и включал в себя интервью с Марией Бринк, а также съёмки за кулисами и сцены репетиции. Режиссёром DVD выступил Брэд Головин, аудио-сопровождение и мастеринг звука были произведены продюсером Кевином Чурко.
Осенью 2013 года группа возглавила The Hellpop Tour совместно с Motionless in White, West Hollywood и ансамблем All Hail the Yeti, а также Kyng. Вторая часть тура была назначена на начало 2014 года совместно с Butcher Babies, Devour the Day, All Hail the Yeti и квартетом Before the Mourning. 17 декабря вышел заключительный сингл альбома Blood под названием «Whore», который на данный момент является самым продаваемым синглом и самой популярной песней группы в целом.

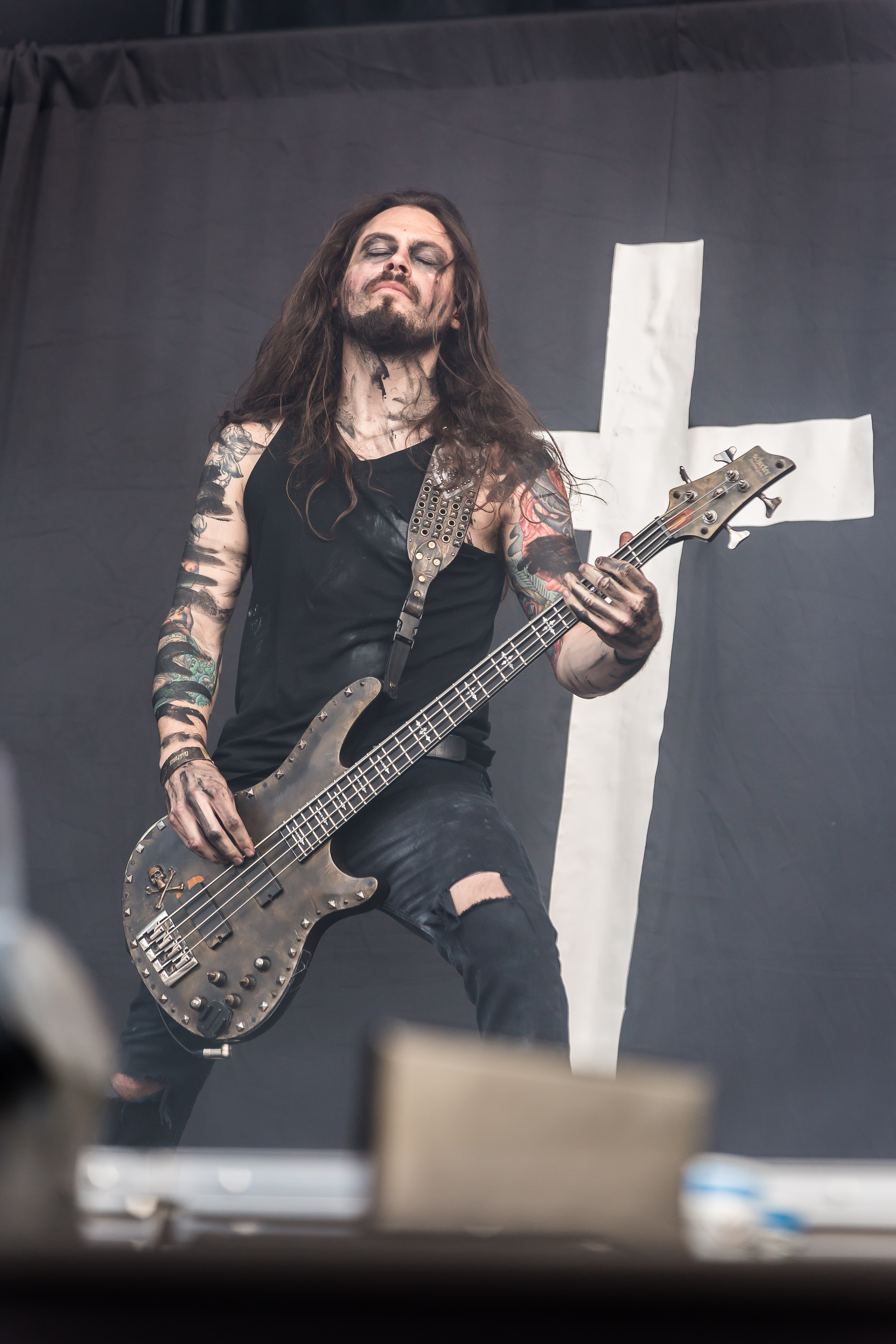
Басист группы Трэвис Джонсон

5 Февраля 2014 года группа покинула лейбл Century Media и присоединилась к Atlantic Records, на котором они смогли выпустить свой пятый альбом, первый на полноценном мажор лейбле. Также 23 февраля 2014 года группа опубликовала пост, в котором указывалось, что начата работа над новым, пятым альбом группы. Крис Хоуворт сказал «У нас было очень много идей и путей, когда мы записывали Blood, и это помогло записать альбом более разнообразным, чем предыдущие. Мы складывали идеи, их части, кусочки в студии и писали каждую песню столько, сколько требовалось. Все другие альбомы мы записывали и редактировали вместе. Так пора сделать эти вещи снова. Мы собираемся провести магическую реплику Blood и попытаемся использовать те же стиль и звук, которые у нас были в предыдущем альбоме, и мы просто сделаем его больше, лучше, сильнее, в то же время сохраняя верность звучанию. Это наш звук. Мы чувствуем, как мы нашли нечто, и хотим возвести это нечто как флаг на вершине горы».
Первый сингл под названием Sick Like Me был выпущен 9 сентября на цифровых носителях, а сам альбом под названием Black Widow был выпущен 17 ноября 2014 года и спродюсирован Кевином Чурко.
В поддержку альбома группа приняла участие на Knotfest 25 октября 2014 года, прежде чем стать хэдлайнером собственного тура Black Widow Tour, который начался 26 октября и закончился 14 декабря 2014 года совместно с Starset, Twelve Foot Ninja и 3 Pill Morning. Black Widow представил более детально разработанный вид сцены, новое шоу, новый сет-лист, реквизит и хореографию. В течение 2015 года группа выступала в Европе и Соединённых штатах, совместно с Papa Roach, Five Finger Death Punch иGodsmack В июне 2016 года группа выступила на фестивале The Hellpop 2016 Tour совместно с Hellyeah, Sunflower Dead и Shaman's Harvest, а также с уже ранее известными Rob Zombie и Korn во время их летнего тура. 16 марта 2016 года барабанщик группы Том Хэйн объявил о своем уходе из группы, сославшись на творческие и художественные разногласия. Группа заменила Хэйна Кентом Диммелом, барабанщиком группы 3 By Design.
Группа дебютировала на кабельном телевидении в сезоне 2 эпизода TNT’s Murder in the First, премьера которого состоялась 8 июня 2015 года. Сюжетная линия включала стрельбу в школьном автобусе с группой, которая исполняла трек «Sick Like Me» в подземном хранилище.
В честь десятилетия группы 4 мая 2015 года «бывший» лейбл группы Century Media выпустил диск с компиляцией лучших песен первых четырёх альбомов группы под названием Rise of the Blood Legion – Greatest Hits (Chapter 1).

### Ritual и Mother(2017—2022)

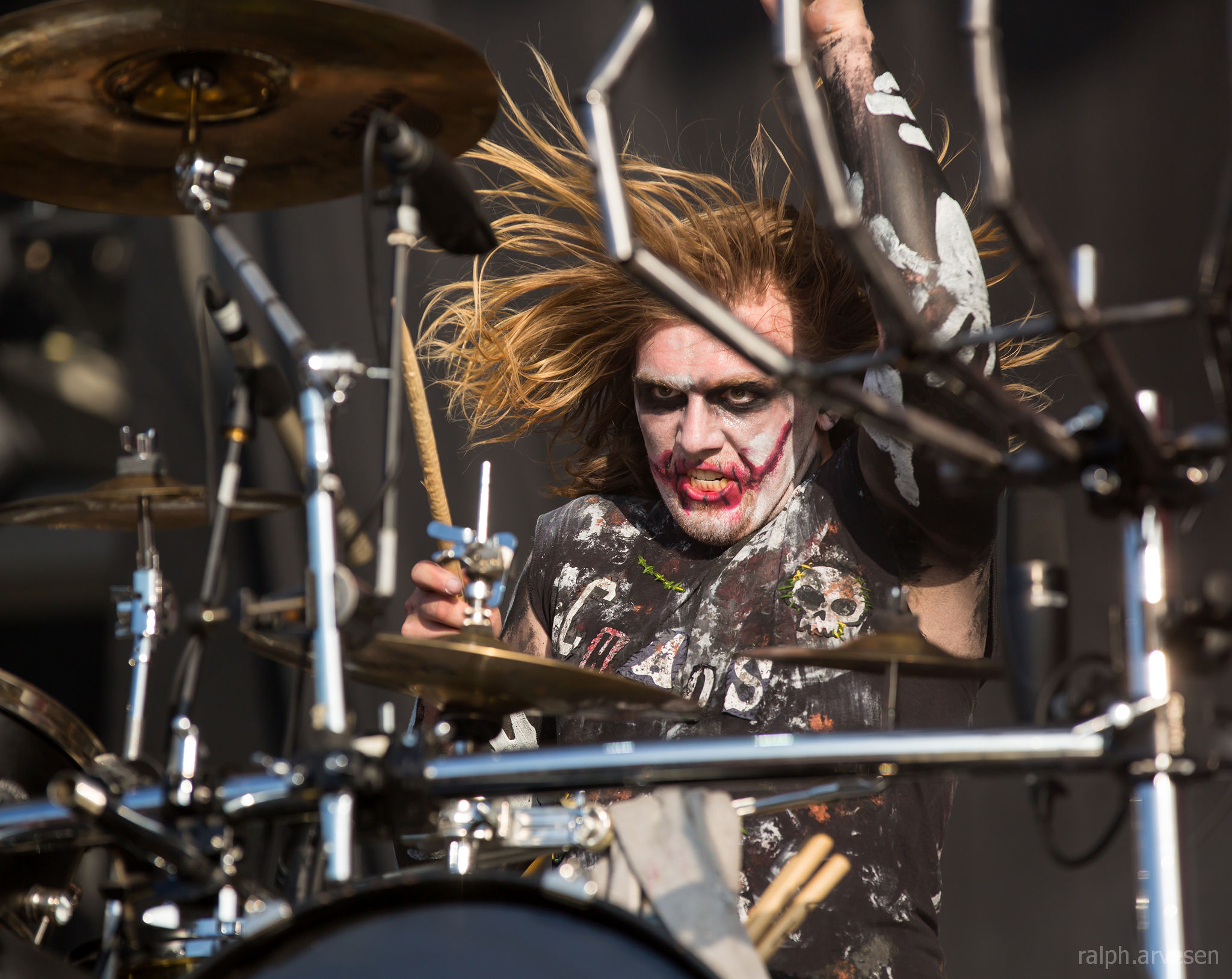
Барабанщик группы Кент Диммел

6 февраля 2017 года группа анонсировала тур по Северной Америке под названием Half God, Half Devil. 19 . Девятнадцатидневный тур стартовал 7 апреля 2017 года совместно с Gemini Syndrome, Avatar и Motionless in White. 19 июля 2017 года тур возобновился с выступлениями летом. На этот раз поддержать коллектив поехали такие группы как Motionless in White, Vimic, Starset и Little Miss Nasty а осенью тур продолжился совместно с Of Mice & Men и Avatar. Сет-лист в основном состоял из песен двух последних альбомов Blood и Black Widow. Группа также представила три новых песни, которые появились в новом, шестом альбоме под названием Ritual
Включая первый сингл Oh lord и кавер на песню Фила Коллинза In the Air Tonight, альбом был выпущен 21 июля 2017 года и стал более серьёзной и глубокой работой. Гитарист Крис Хоуворт описал звук предстоящего альбома как «урезанный» и «сырой». Альбом дебютировал на 23 строчке чарта Billboard 200 с продажами в 22 000 копий.
Вокалистка Мария Бринк заявила, что запись менее сексуализированна, чем предыдущие альбомы, в которых так и говорилось: "Я хотела показать людям и определённо женщинам разную силу во мне, которая была действительно мощной силой, которая не нуждалась в сексуальной части, поэтому в альбоме более серьёзный тон … более серьезная… более глубокая сторона себя.
14 октября 2018 года, Крис Хоуворт опубликовал фото в личном Инстаграме о старте записи и продакшена седьмого альбома, который уже находится в разработке.
12 ноября 2018 года в официальном Instagram группы было выложено короткое видео с мерцающимся текстом «Mother». Перед входом на официальный сайт группы это видео также мелькало. Также заставка имела надпись 'Summer 2019'.
Позже 17 февраля 2019 года Мария Бринк выложила короткое видео, в котором она отправляется в студию звукозаписи The Hideout Recording Studio, в Лас-Вегасе, штат Невада. В статье, опубликованной на Loudwire.com, появилась информация, что группа вероятно снова будет работать с продюсером Кевином Чурко, который продюсировал предыдущие пять альбомов коллектива, включая Ritual. Пять дней спустя (24 февраля 2019) Бринк выложила ещё одно видео группы, где она работает в студии, с заголовком 'Studio Nights' и хештегом 'Mother'.
25 марта 2019 года Disturbed объявили о масштабном летнем туре с Pop Evil и In This Moment. Pop Evil откроют первую половину дат, а In This Moment — вторую. 3 мая стартовал весенний тур с новой программой, связанной с тематикой нового альбома «Mother», релиз которого предварительно был назначен на лето 2019 года.
15 сентября 2019 года через свой Twitter группа объявила, что их новый сингл The In-Between будет выпущен 31 октября, но однако 1 ноября через свой Instagram музыканты сообщили, что релиз отложен на начало 2020 года.
12 ноября 2019 года в Instagram появился новый пост, гласящий, что в марте 2020 года начнётся новый тур с участием Black Veil Brides и некоторых других исполнителей. Тур будет сопровождаться новым альбомом Mother.
В начале января 2020 года в своём официальном Instagram In This Moment опубликовали несколько тизеров, постеров и клипов, касающихся предстоящего альбома Mother. Большинство из них носили различные надписи, такие как «Скоро» и «Уже почти время». 20 января In This Moment опубликовали видеоклип на песню «The In-Between» с надписью «В среду у нас будет обнародование», сопровождавшейся лунным смайликом. 21 января группа на своей официальной странице в Facebook разместила ссылку на таймер обратного отсчета на YouTube, касаемо выхода музыкального клипа «In-Between (Heaven & Hell)» в среду 22 января. В тот же день группа официально объявила, что их грядущий седьмой студийный альбом Mother выйдет 27 марта 2020 года. 21 февраля вышел второй сингл из альбома «Hunting Grounds», записанный при участии Джо Котеллы из группы Ded. 19 марта, за неделю до выхода альбома, группа выпустила третий сингл «As Above, So Below».
В ноябре 2020 года группа была номинирована на свою первую премию «Грэмми». Группа получила номинацию в категории «Лучшее металлическое исполнение» за песню «The In-Between». Победу одержала группа Body Count.
В мае 2021 года группа объявила о начале тура «The In-Between Tour» с Black Veil Brides, Ded и Raven Black в сентябре 2021 года. Этот тур был первоначально запланирован на март 2020 года, но его пришлось перенести из-за пандемии COVID-19. В 2022 году группа присоединилась к Slipknot в туре «Knotfest Roadshow» с марта по апрель.
21 июня 2022 года группа объявила о туре «Blood 1983 Tour» с Nothing More, Sleep Token и Cherry Bombs. Тур начнется 26 августа в Эвансвилле, штат Индиана, и закончится 22 октября в Милуоки, штат Висконсин. Группа также анонсировала EP Blood 1983 к десятой годовщине четвёртого альбома группы, Blood. На этом EP будут переосмыслены песни с Blood при участии Тайлера Бейтса и Дэна Хейга из Gunship. EP вышел 21 октября 2022 года.

### Godmode(2023 — настоящее)
28 января 2023 года было объявлено, что группа отправляется в студию, чтобы начать запись восьмого студийного альбома. Мария Бринк написала в Instagram: «Запись нового альбома ITM вот-вот начнется… мы не можем дождаться, когда вы все услышите, что мы придумали». 23 марта группа выпустила песню «I Would Die for You». Песня вошла в саундтрек к фильму «Джон Уик: Глава 4».
11 апреля In This Moment анонсировали «The Dark Horizons Tour» совместно с Motionless in White. Тур стартует 8 июля, и в качестве специальных гостей в нём примут участие Fit for a King и From Ashes to New. 8 июля, находясь в туре «The Dark Horizons Tour» с Motionless in White, группа исполнила две песни, «The Purge» и «Sacrifice». Группа также объявила, что студийная версия «The Purge» будет выпущена 18 июля. Одновременно с выпуском песни группа анонсировала свой новый восьмой студийный альбом Godmode, выход которого запланирован на 27 октября 2023 года. Группа также объявила о совместном туре с Ice Nine Kills при поддержке Avatar и New Years Day. 22 августа 2023 года группа выпустила заглавный трек альбома в качестве второго сингла. 20 сентября группа выпустила кавер-версию песни Бьорк «Army of Me» на стриминговых музыкальных сервисах в качестве третьего сингла.

## Музыкальный стиль и влияния
In This Moment описывают как альтернативный метал, хард-рок, металкор, мелодичный металкор, готик-метал, поп-метал, индастриал-метал, ню-метал, хеви-метал, поп-рок, индастриал, готик-рок, а также использовали в своей музыке пост-хардкор, скримо, хардкор, альтернативный рок, и арена-рок. Дебютный альбом группы Beautiful Tragedy и третий альбом A Star-Crossed Wasteland относятся к металкору. Во втором альбоме The Dream группа стала менее интенсивной и перешла к более альтернативному металу и альтернативному року. In This Moment начали использовать элементы таких жанров, как индастриал и электроника, в более поздних альбомах, таких как Blood и Black Widow. Black Widow также описывается как готик-метал. В качестве своих влияний In This Moment называют Pantera, Black Sabbath, Metallica, Slayer, Sepultura, Iron Maiden, Judas Priest, Whitesnake, Ratt, Mötley Crüe, Deftones, Nirvana, Dead Can Dance и M83.

## Состав
| Нынешний состав - Мария Бринк — ведущий вокал, фортепиано (2005—настоящее время) - Крис Хоуворт — соло-гитара, бэк-вокал (2005—настоящее время) - Трэвис Джонсон — бас-гитара, бэк-вокал (2010—настоящее время) - Рэнди Уэйтцель — ритм-гитара, бэк-вокал (2011—настоящее время) - Кент Диммел — ударные (2016—настоящее время) | Бывшие участники - Блэйк Банзл — ритм-гитара, бэк-вокал (2005—2011) - Джош Ньюэлл — бас-гитара, бэк-вокал (2005) - Джесси Ландри — бас-гитара, бэк-вокал (2005—2009) - Кайл Конкил — бас-гитара, бэк-вокал (2009—2010) - Джефф Фабб — ударные (2005—2011) - Том Хэйн — ударные (2011—2016) |

Временная шкала

## Дискография
- Beautiful Tragedy (2007)
- The Dream (2008)
- A Star-Crossed Wasteland (2010)
- Blood (2012)
- Black Widow (2014)
- Ritual (2017)
- Mother (2020)[110]
- Godmode (2023)